# Cholon
Chợ Lớn é um aglomerado componente da cidade de Ho Chi Minh, no Vietname, separado desta por um estreito curso de água. Criado em 1778 por imigrantes chineses, é o bairro comercial e industrial da cidade.